# Парламентские выборы в Пакистане (1993)
Всеобщие выборы в Пакистане прошли 6 октября 1993 года. Выборы проводились после ухода в отставку обоих руководителей государства премьер-министра Наваза Шарифа и президента Гулама Исхака Хана для разрешения кризиса между ними. Хотя Пакистанская мусульманская лига (Н) получила большинство голосов избирателей, Пакистанская народная партия получила большинство мест парламента. После поддержки ПНП небольшими партиями и независимыми, лидер ПНП Беназир Бхутто стала премьер-министром. Явка составила 40,3 %.

## Предвыборная обстановка
После победы Пакистанской мусульманской лиги (Н) на выборах 1990 года и лидер партии Наваз Шариф стал премьер-министром. В начале 1993 года Шариф попытался лишить президента права смещать премьер-министра и роспускать высшие органы государственной власти. В апреле 1993 года Гулам Исхак Хан сместил Шарифа по обвинению в коррупции, распустил Национальную ассамблею и назначил перевыборы на 14 июля. Шариф апеллировал Верховному суду, который в мае постановил, что президент превысил свои полномочия, и восстановил Шарифа на посту премьер-министра.
Хан и Шариф начали борьбу за власть в стране на оставшиеся два месяца. Оба пытались обеспечить свой контроль над региональными ассамблеями, в частности в Пенджабе. Депутаты ассамблеи Пенджаба были переведены в столицу, чтобы они оставались лояльными Шарифу. В то же время лидер оппозиции Баназир Бхутто угрожала возглавить марш на Исламабад, если не будут назначены новые выборы.
В конце концов, 18 июля 1993 года под давлением армии, чтобы разрешить кризис власти, Шариф и Хан оба ушли в отставку. Выборы в Национальную ассамблею были назначены на 6 октября, а выборы в местные ассамблеи — вскоре после этого.

## Предвыборная кампания
Перед выборами место и. о. президента занял председатель Сената Васим Саджад, а и. о. премьер-министра — бывший вице-президент Мирового банка Моинуддин Ахмад Куреши. Временное правительство сократило расходы, ввело налог на богатых землевладельцев и начало атаку на коррупцию и наркоторговлю. Их одобрили за стабилизацию ситуации во время, когда в стране развернулась предвыборная кампания, но оба основных политических лидера: и Шариф, и Бхутто — подвергли их критике.
В выборах участвовало 1485 кандидатов, но основная борьба развернулась между ПМЛ (Н) Наваза Шарифа и ПНП Беназир Бхутто. Их политические платформы были очень схожи, обе партии делали многочисленные обещания, но не объясняли каким образом они собираются это оплачивать. Шариф настаивал на своей деятельности по приватизации и проектам развития. Бхутто обещала поддерживать цены на сельскохозяйственные товары, предлагала партнёрство между правительством и бизнесом и особенно боролась за голоса женщин.
Опросы общественного мнения показывали, что обе партии были очень близки, но также обнаруживали широко распространённое недоверие среди избирателей. Армия смогла обеспечить справедливое голосование, на избирательные участки было направлено 150 тыс. войск для поддержки безопасности выборов.

## Результаты
| Партия                                         | Голоса     | %    | Места | +/-   |
| ---------------------------------------------- | ---------- | ---- | ----- | ----- |
| Пакистанская мусульманская лига (Н)            | 7 980 229  | 39,9 | 73    | новая |
| Пакистанская народная партия                   | 7 578 635  | 37,9 | 89    | новая |
| Пакистанская мусульманская лига (J)            | 781 652    | 3,9  | 6     | новая |
| Пакистанский исламский фронт                   | 645 278    | 3,2  | 3     | новая |
| Islamic Jamhoori Mahaz                         | 480 099    | 2,4  | 4     | новая |
| Национальная партия Авами                      | 335 094    | 1,7  | 3     | -3    |
| Mutehda Deeni Mahaz                            | 216 937    | 1,1  | 2     | новая |
| Пакистанская партия Милли Авами                | 97 541     | 0,5  | 3     | +2    |
| Пакистанский демократический альянс            | 64 713     | 0,3  | 1     | новая |
| Республиканская национальная партия            | 54 607     | 0,3  | 2     | 0     |
| Pakhtun-khwa Qaumi Party                       | 54 144     | 0,3  | 1     | новая |
| Национальная народная партия (Khar)            | 48 721     | 0,2  | 1     | новая |
| Белуджистанский национальное движение (Hayee)  | 47 648     | 0,2  | 1     | новая |
| Белуджистанский национальное движение (Mengal) | 45 228     | 0,2  | 1     | новая |
| Прочие партии                                  | 107 979    | 0,5  | 0     | -     |
| Независимые                                    | 1 482 033  | 7,4  | 16    | -6    |
| Недействительных/пустых бюллетеней             | 272 769    | -    | -     | -     |
| Всего                                          | 20 293 307 | 100  | 207   | 0     |
| Источник: Nohlen et al.                        |            |      |       |       |